# Samuel Laforest-Jean
Samuel Laforest-Jean (* 17. Januar 1990) ist ein kanadischer Biathlet.
Samuel Laforest-Jean startet für Biathlon Estrie. Bei den Kanadischen Meisterschaften 2011 in Charlo wurde er an der Seite von Audrey Vaillancourt und Rémi Grégoire Jacques als Mixed-Staffel Quebec II Drittplatzierter in der Juniorenklasse. Seinen bislang größten Erfolg im Biathlon-NorAm-Cup erreichte der Franco-Kanadier in der Saison 2011/12 in Valcartier. Im Sprintrennen erreichte er hinter Vincent Blais und David Grégoire als Drittplatzierter erstmals eine Podiumsplatzierung.
Seine Schwester Élisabeth Laforest-Jean ist ebenfalls Biathletin.